# Santa María de Wamba
L'església de Santa María de Wamba (Valladolid), està situada al centre de la localitat. És la parròquia de la població, temple catòlic que pertany a l'arquebisbat de Valladolid.
Església preromànica en part, i tardo-romànica la resta, formava part del monestir de Santa Maria de Wamba, fins que amb l'exclaustració desaparegué el monestir com a tal, i sols quedà l'església. Aquest temple fou declarat Monument històric-artístic el 3 de juny de 1931.

## Història
Els documents existents poca seguretat donen sobre l'origen de l'església. Frumini II, bisbe de Lleó fins a 928, en que dimiteix del càrrec, sembla ésser el mateix Frumini que funda el monestir de Santa Maria de Wamba i que des de 928 fins a 948 s'anomena bisbe de Wamba. Aquest Frumini governa el monestir amb l'ajut del diaca Nuño, qui el succeeix i apareix com a abat en els anys 945 i 951. Per les característiques estilístiques, la datació del temple al voltant de 928 és perfectament plausible. Un petit monestir i una església de reconquesta, molt compartimentada i amb una traça d'influència astur, amb planta en forma de creu inscrita en un quadrilàter, formen el conjunt.

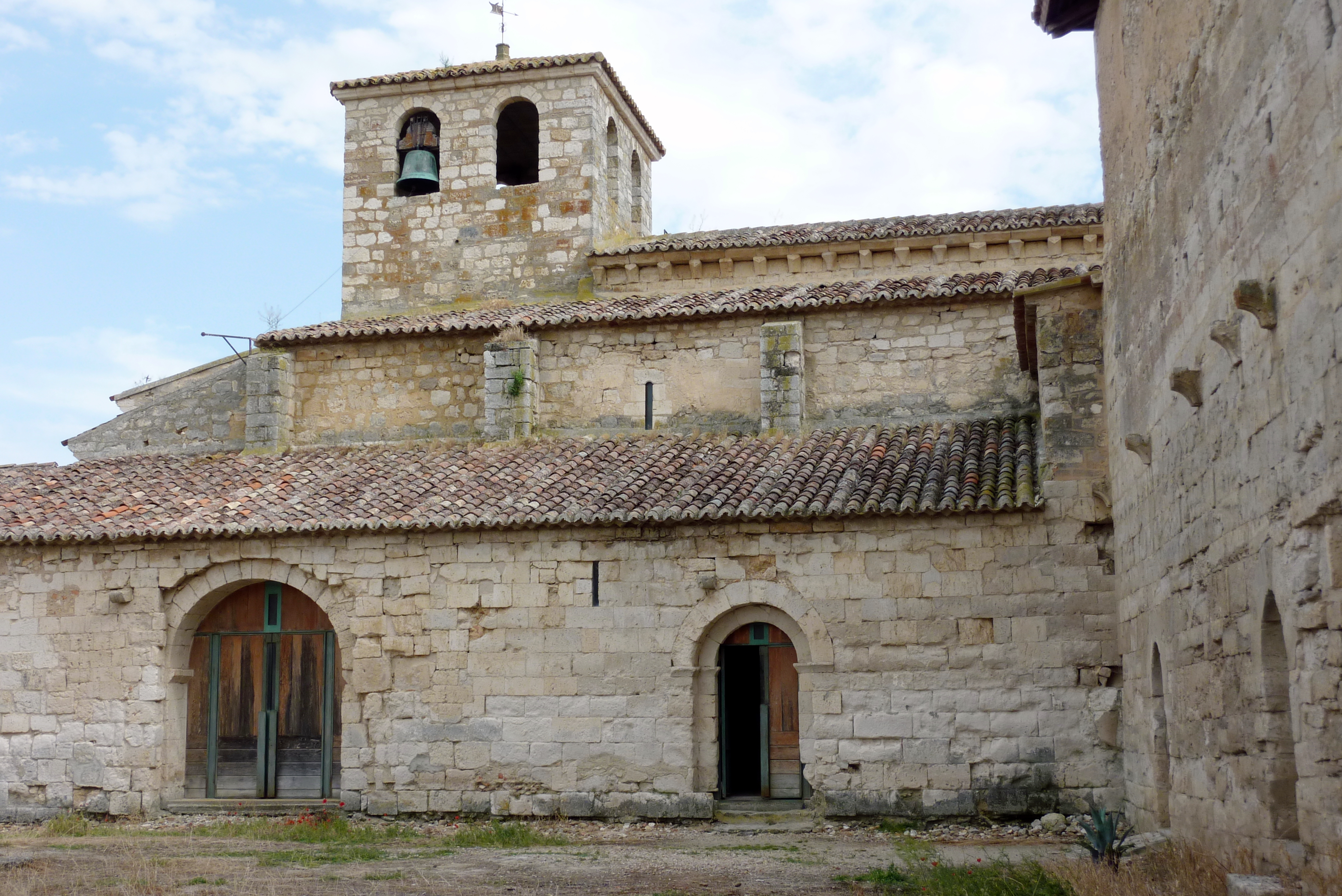
Façana nord del temple i ala lateral de l'antic claustre on es troba l'ossari

Des de meitat del segle x fins al XII el monestir desapareix de la documentació, sembla que per una ràpida decadència de l'abadia, i sols apareix de nou al segle xii, quan la infanta Sança de Castella, germana d'Alfons VII, el 10 de juny de 1140, dona el monestir i les seves possessions a l'orde de Sant Joan de Jerusalem.
En el segle xii l'orde de sant Joan estableix un hospital de peregrins, i llavors edifiquen el claustre, amb algunes edificacions envoltant-lo, i el campanar sobre el creuer del temple. En el segle xiii reformen la nau, deixant la capçalera i el transsepte de l'antic temple, i creen una esvelta sala tardo-romànica als peus de l'església, integrada perfectament amb l'espai preromànic. Del segle xiii al XVIII el monestir va creixent. Al segle xviii s'adossa al sur de l'església un atri i una sagristia, s'obrin nous finestrals i s'instal·la un cor alt als peus del temple.
Amb l'exclaustració del segle xix el monestir es deteriora ràpidament, i sols l'església, al mantenir el culte, aconsegueix conservar la seva integritat, però el deteriorament li va afectant també, amb abundants humitats. En aquest període s'entarima el terra i es pareden els finestrals. A mitjan segle encara existia adossat al temple el palau residència dels administradors de la comanda de Sant Joan.
Durant el segle xx s'han dut a terme diverses actuacions de consolidació i restauració: reforçant els pilars que suporten les entrades als absis, fonamentant el creuer, netejant i restaurant la portada occidental, substituint el campanar per altre més lleuger, substituint les cobertes excepte de la sagristia. La darrera intervenció del conjunt, església i monestir, fou una tasca multidisciplinària, amb un acurat estudi històric, arqueològic i arquitectònic previ, que possibilità la restauració i adequació del conjunt, durant els anys 1988 fins a 1991:
‣ A l'església es consoliden els pilars, es rebaixa el sòl fins als nivells preromànic i romànic i es reposa el paviment, s'elimina el sostre d'escaiola i es refà la coberta de la sagristia, es consolida la volta de la sala adossada al nord del transsepte, es col·loca una nova coberta a l'atri i es restaura el patrimoni moble i la decoració mural.
‣ Al monestir, es restaura i es refà el claustre amb elements moderns que s'integren en el conjunt: restaurant l'ala oest, amb una nova cobierta, i adequant l'ossari, i edificant un pavelló a l'ala est, per preservar les troballes arqueològiques i els fonaments originals.
L'antiguitat del temple ja era coneguda des del segle xvi, com ho demostren els comentaris d'Ambrosio de Morales, però la primera descripció moderna és de 1901, a càrrec de l'arquitecte Vicente Lampérez.

## Arquitectura

### Estructura

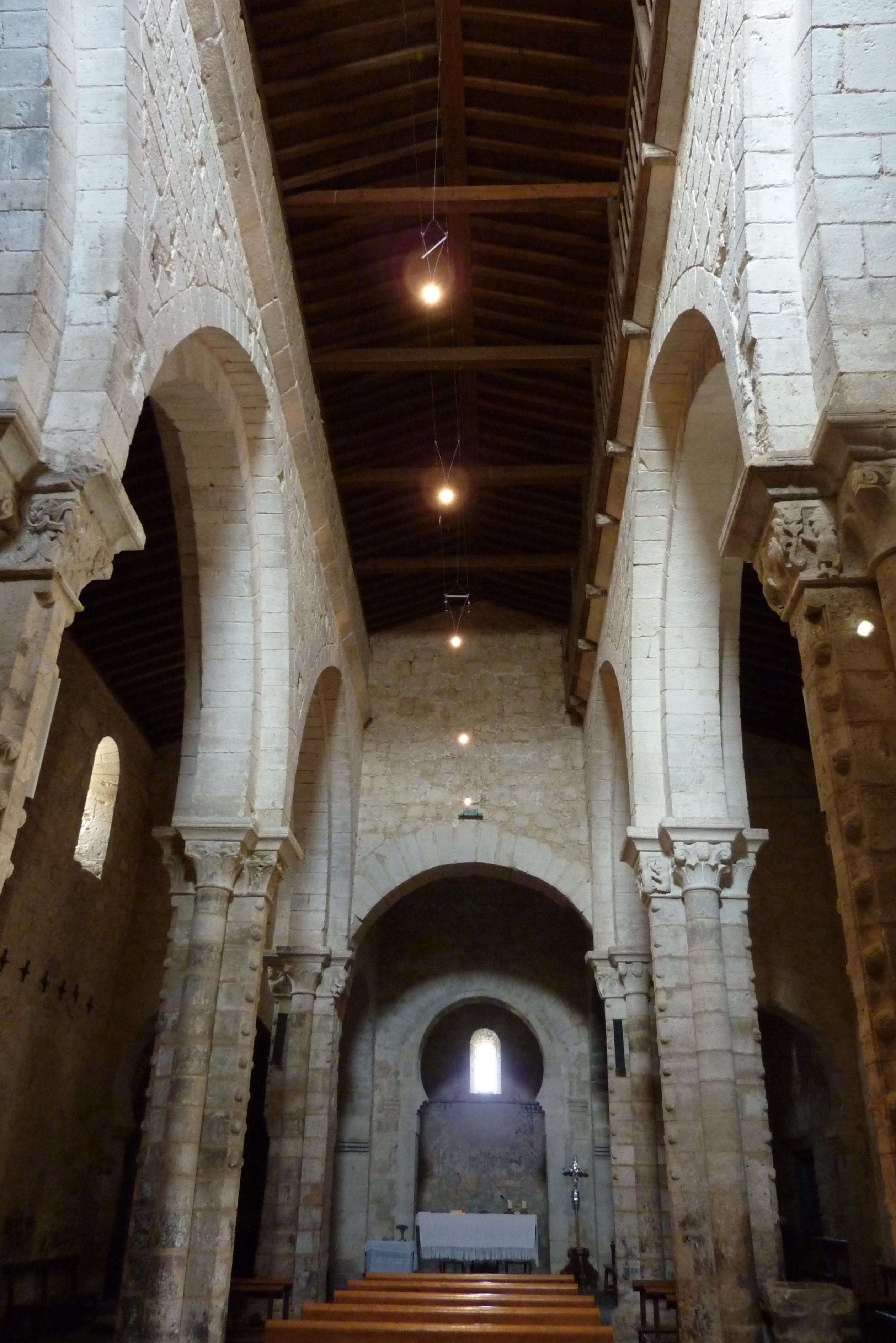
Nau central

Església de tres naus, la central més ampla i més alta, amb tres trams, creuer i tres absis quadrats, inscrita en un rectangle, amb dues sales adossades a tot el costat de l'Evangeli, on la situada als peus correspon al baptisteri; i la sagristia i l'atri, adossades al costat de l'Epístola. El campanar, de planta quadrada, amb dos obertures per costat i coberta de pavelló, està situat per sobre el creuer.
Els tres absis i el transsepte, d'època preromànica, es comuniquen mitjançant arcs de ferradura encastats directament als murs, i estan coberts amb voltes de canó en secció d'arc de ferradura que segueixen l'eix de les naus, amb voltes més elevades en el creuer i l'absis central. Les naus, d'època tardo-romànica, se separen per arcs formers apuntats sustentats per gràcils pilars de secció rectangular, amb els cantons aixamfranats i decorats de botons estriats, i adossades dues columnes quasi exemptes; i el cobriment de les naus es realitza per una sostrada de fusta que descansa directament sobre una senzilla mènsula. El baptisteri, antiga capella, està coberta per una volta de creueria del segle xiii, i la sala adjunta que comunica amb el transsepte per la part nord, coneguda com a capella de la senyora Urraca i que abans pogué ser la sagristia, està coberta amb volta d'aresta sustentada per un pilar en el centre.
En la seva construcció es veuen diversos tipus de fàbrica: La part tardo-romànica està composta de filades de carreus mentre la part preromànica està construïda amb maons i maçoneria de pedra.

### Interior
Aquesta església conserva alguns capitells mossàrabs de tipus lleonès, i un capitell romà d'Orient, reaprofitat com a pila d'aigua beneïda, una de les poques peces d'aquest estil que es conserven a la península. Alguns pilars estan treballats a bisell amb motius vegetals: palmes i espigues. Els capitells romànics presenten motius diversos, amb temes vegetals (palmes invertides, fulles lanceolades), naturalistes (home traient vi d'una gerra, home esquilant una ovella), històrics de caràcter al·legòric (el pesatge de les ànimes, el pecat original i el pecat de gola), i animals monstruosos (cap de lleó envoltat amb ocells monstruosos), originàriament policromats, amb predomini d'ocres i rojos.
Quant a la decoració pictòrica, a la testera de l'absis central es conserva el fragment mural més interessant dels que es conserven a Espanya. Es tracta d'una composició en quadrícula, emmarcada per una decoració en rombes, on en cada quadrat s'inscriu un cercle on se situen temes geomètrics o quadrúpedes. Composició típica de l'art visigòtic, d'origen oriental, i que imita els draps orientals que es penjaven als murs, decorats amb una riquíssima iconografia. Aquest mural indica una tendència anicònica, on evita representacions figurades de la divinitat, propi de certs ambients de l'elit monàstica de l'època.

### Façanes

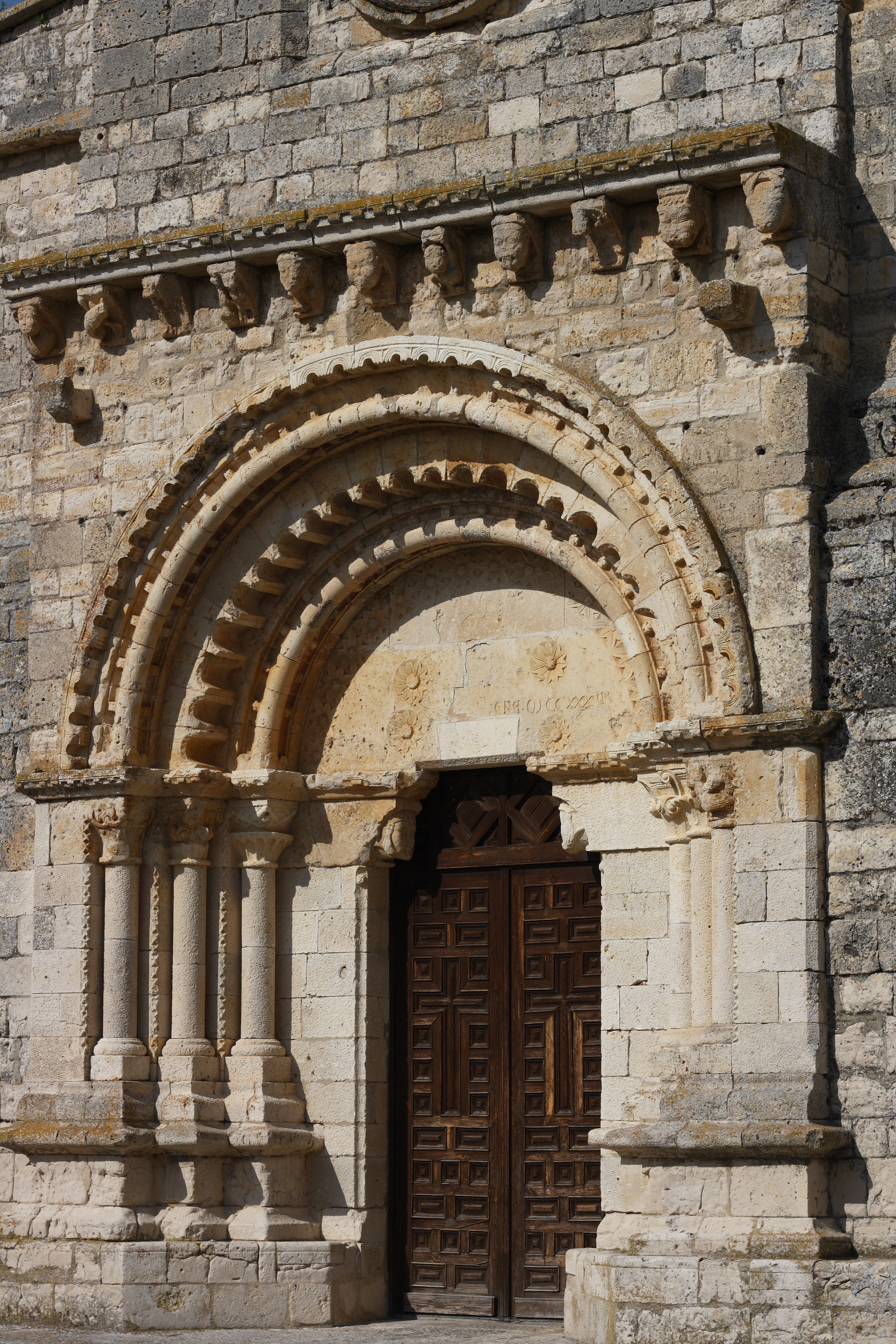
Portada romànica

La portada principal, situada als peus del temple, fou tapiada, i utilitzada la porta sota l'atri com l'ingrés al temple, fins que en una de les restauracions del segle xx es restaura i es torna a obrir.
La façana occidental, als peus del temple, presenta un llenç quadrangular de carreus, amb un remat on es veuen les cobertes de les tres naus, i centrada per una portada formada per un timpà i tres arcs de mig punt, atrompetats, amb arquivoltes decorades amb motius geomètrics i la intermèdia, polilobulada, que mouen de sis columnes de fust cilíndric amb capitells, i tot protegit per un guardapols amb petites incisions en forma de lòbuls. Per sobre, protegint l'ingrés, una volada amb teules suportat per onze permòdols. I més a dalt, un ull de bou centrat en un rebaix quadrat de la façana.
Aquesta façana presenta una rica escultura monumental, en la portada i en els permòdols de la volada superior. En la portada presenten decoració escultòrica els capitells, amb motius vegetals i temes animalístics (dues salamandres enroscades, dos galls dindi afrontats bevent una copa de vi), en la part superior de l'obertura, dues mènsules exercint de llinda per suportar el timpà, representen dues cares barbudes mossegant-se la punta de la barba; i en el timpà, una faixa de florons de 8 pètals amb perletes en els nervis seguint l'arquivolta, altres d'onze pètals amb els nervis ressaltats, decorant, dos i dos, la resta del timpà, i un escut circular amb una flor de 4 pètals en forma de creu, en el centre, en la part superior. Els permòdols representen caps d'animals i persones traient la llengua en actitud burlesca.
La façana sud, coberta per l'atri, tota de carreus, presenta una senzilla porta apuntada amb dovelles. En la façana nord, on abans es trobava el claustre, altra porta senzilla, aquesta de mig punt, amb dovelles i imposta.